# 普卢埃斯卡特
普卢埃斯卡特（法語：Plouescat，法語發音：[pluɛskat]）是法国菲尼斯泰尔省的一个市镇，属于莫尔莱区。

## 地名
该地名“Plouescat”发音为[pluɛskat]，末尾字母“t”发音，《世界地名翻译大辞典》与《世界地名译名词典》将其误译作“普卢埃斯卡”。

## 地理
普卢埃斯卡特（48°39'27"N, 4°10'27"W）面积14.79 平方千米，位于法国布列塔尼大區菲尼斯泰尔省，该省份为法国最西部的省份，位于布列塔尼半岛西部，北西南三面环大西洋，东临阿摩尔滨海省和莫尔比昂省。
与普卢埃斯卡特接壤的市镇（或旧市镇、城区）包括：克莱代尔、普卢内韦-洛克里斯特。
普卢埃斯卡特的时区为UTC+01:00、UTC+02:00（夏令时）。

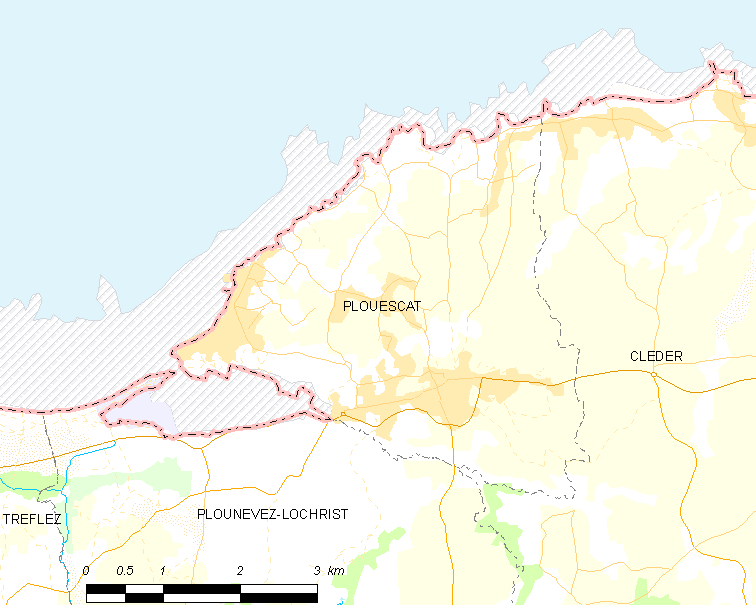
普卢埃斯卡特的OSM定位图

## 行政
普卢埃斯卡特的邮政编码为29430，INSEE市镇编码为29185。

## 政治
普卢埃斯卡特所属的省级选区为圣波勒德莱昂县。

## 人口

1962-2008年间普卢埃斯卡特人口变化图示

普卢埃斯卡特于2022年1月1日时的人口数量为3549人。